# Список гір Швеції
Список гір Швеції — у Швеції знаходиться 12 гірських вершин, висота яких перевищує 2000 м. Назви гір утворено на основі саамської мови.
Перелік гір Швеції:
| №  | Гора                           | Висота, м |
| -- | ------------------------------ | --------- |
| 1  | Кебнекайсе, південна вершина   | 2104      |
| 2  | Кебнекайсе, північна вершина   | 2097      |
| 3  | Сарекчокко                     | 2089      |
| 4  | Каскасачокко                   | 2076      |
| 5  | Сарекчокко, північна вершина   | 2056      |
| 6  | Каскасапакте                   | 2043      |
| 7  | Сарекчокко, південна вершина   | 2023      |
| 8  | Акка                           | 2016      |
| 9  | Акка, північно-західна вершина | 2010      |
| 10 | Сарекчокко                     | 2010      |
| 11 | Портечокко                     | 2005      |
| 12 | Палкатчокко                    | 2002      |

## Галерея

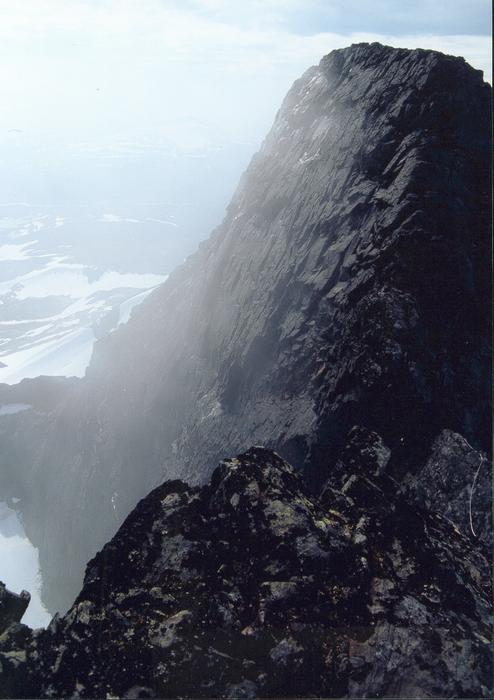
Вершина гори Акка
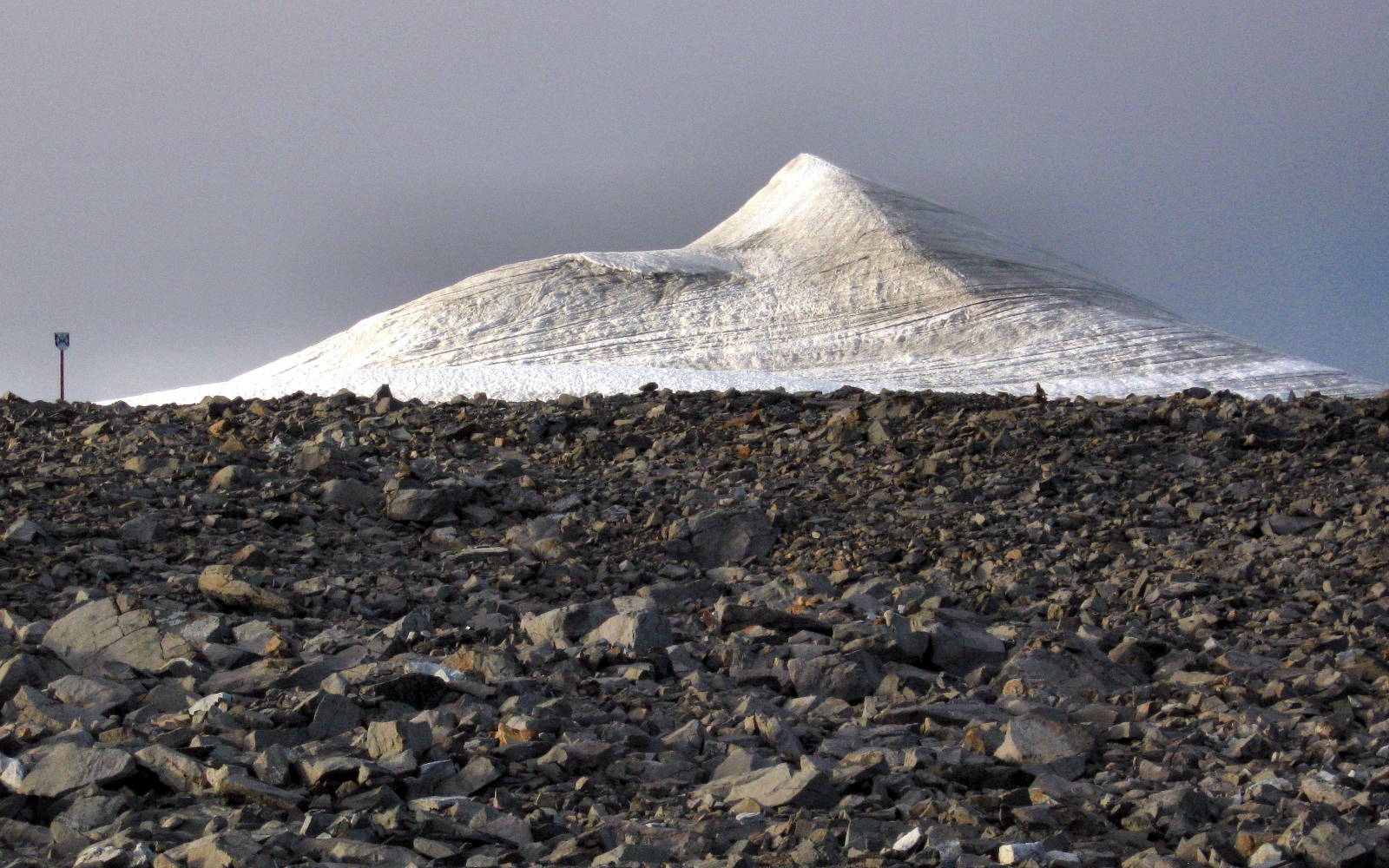
Пік льодовика гори Кебнекайсе
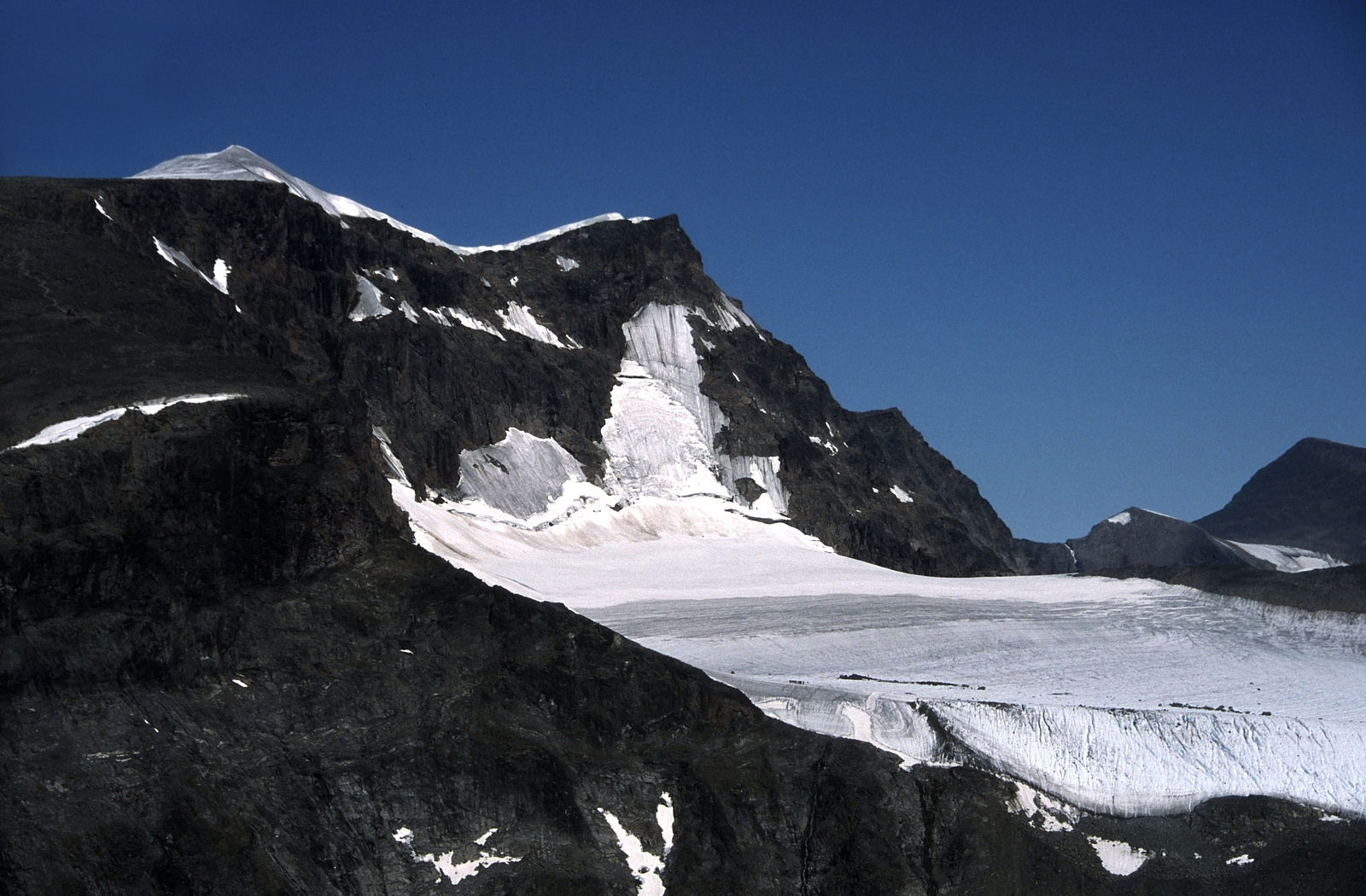
Дві вершини гори Кебнекайсе (висота - 2111 м)
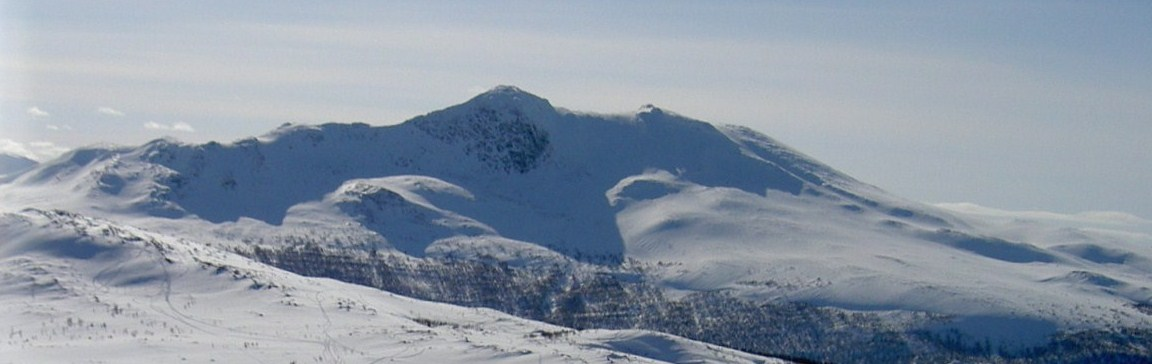
Даунетьокко (Дауне), гора в південній Лапландії, Вестерботтен (висота - 1291 м)
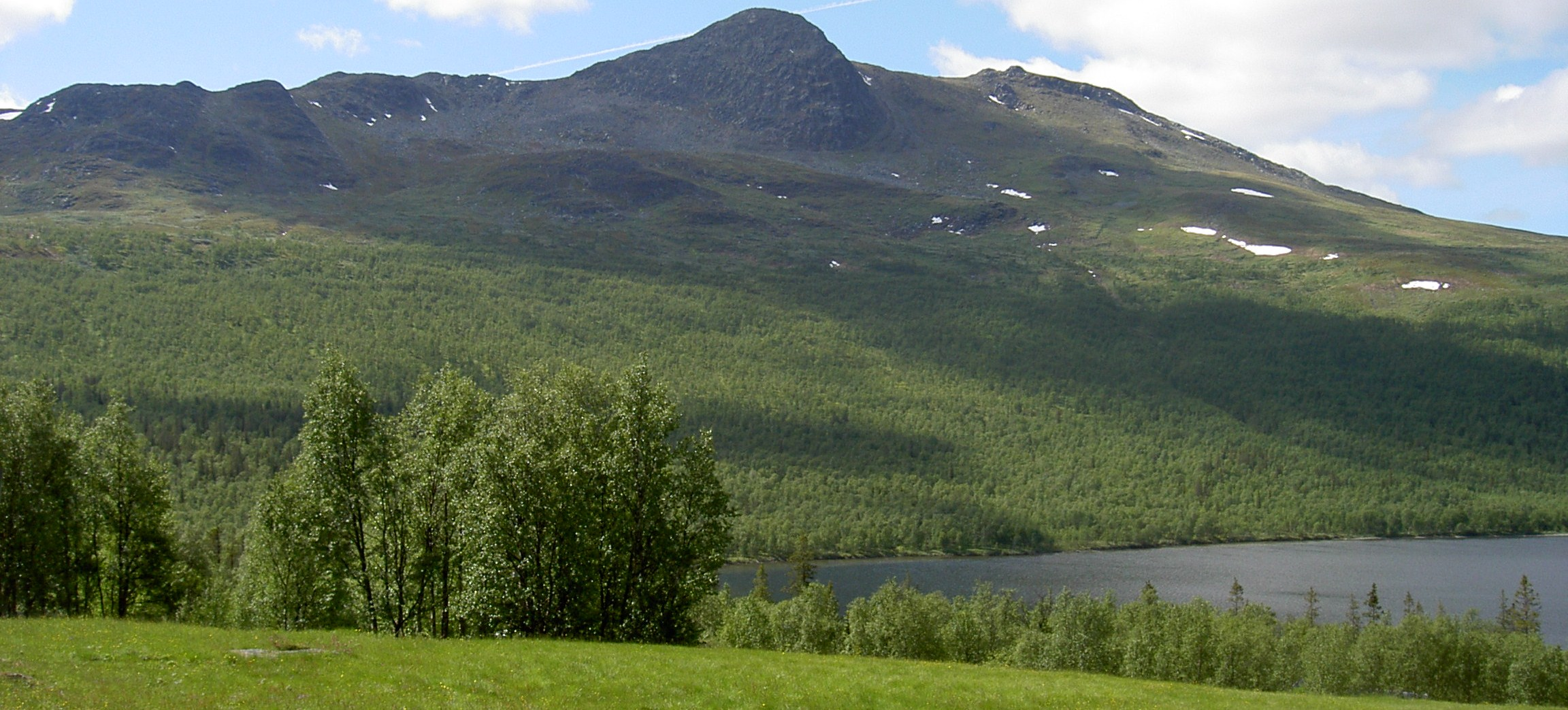
Даунетьокко (Дауне) влітку
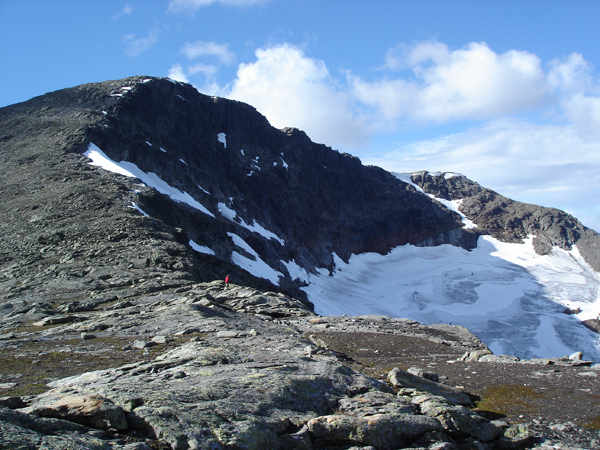
гора Мохтсеретьохке
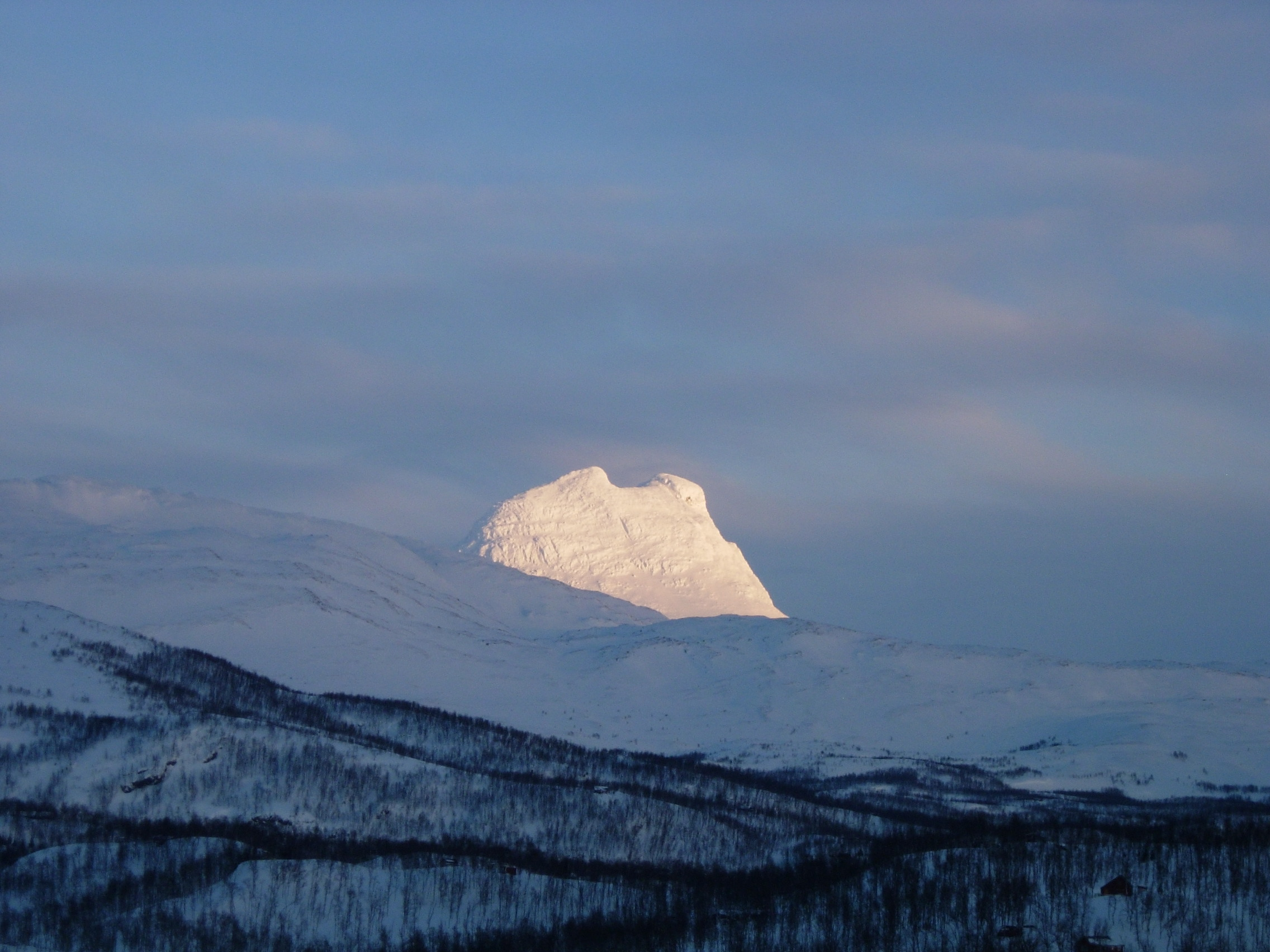
гора Сауло

| Швеція | Це незавершена стаття з географії Швеції. Ви можете допомогти проєкту, виправивши або дописавши її. |